# Mikronesiska språk

Karta över regionen där mikronesiska språk

Mikronesiska språk är en grupp av språk i Mikronesien som hör till malajo-polynesiska språk. Språken i gruppen är inte förståeliga med varandra.
Antal språken i språkgruppen är 21:
- Kärnmikronesiska
  - Kiribatiska
  - Marshallesiska
  - Ponape
  - Pingelapiska
  - Mokiliska
  - Ulithiska
  - Tobiska
  - Sonsoroliska
  - Woleaiska
  - Mapia
  - Satawaliska
  - Namonuito
  - Tanapag
  - Pááfang
  - Karoliniska
  - Puluwatiska
  - Mortlockiska
  - Chuukesiska
- Nauruanska-kosraeska
  - Naurueska
  - Kosraeska

Nauruanskas och kosraeskas relation till språkgruppen är inte klart: strukturellt är de två jättenära med andra mikronesiska språk men lexikaliskt är de bara ungefär 25-procentuellt likadana med resten av mikronesiska språk. De kan dock räknas med i språkgruppen.